# Capitán Avispa
Capitán Avispa es una película animada dominicana de 2024, escrita y producida por el cantante Juan Luis Guerra y dirigida por su hijo Jean Gabriel Guerra junto a Jonathan Meléndez.

## Sinopsis
Avispatrópolis y el Reino de la Miel viven en armonía en el panal, protegidos por el Héroe de ambos, el Capitán Avispa. Pero el malvado avispón Jaques Puasón y sus secuaces planean acabar con esa paz y apoderarse de las dos colonias. 
Está en las manos del Capitán Avispa defender a los suyos a toda costa, como siempre, con nobleza, justicia e inocencia, resumido en su grito de guerra: “¡Fuerte y valiente, nunca miente!”, un enunciado que será puesto a prueba por sus más grandes enemigos.

## Reparto
- Luis Fonsi - Capitán Avispa / Jesse Vespa
- Joy Huerta - Princesa Honey Bee
- Juanes - Sargento Picadura
- José Guillermo Cortines - Jacques Puasón / Bobby Flashington / Máximo Waxon / DJ
- Amelia Vega - Polibya Néctar
- Adalgisa Pantaleón - Reina Ada
- Karen Martínez - Ximena Colmena
- Roger Zayas-Bazán - Alcalde Panales
- Bianca García - Aki Teriyaki
- Héctor Aníbal - Mínimo Waxon
- Edwin Sánchez - Bombo Peluca
- Juan Luis Guerra - Leo Vespa / Juan Miel Guerra [1]